# 허팝
허팝(본명: 허재원(許宰源), 1988년 6월 4일~)은 대한민국의 유튜버이자 기업인이다.  주로 과학과 생활, 실험을 주제로 유튜브 영상을 찍어 올리고 있다. 2016년 6월 13일 허팝연구소를 오픈하여 운영하고 있으며, 현재는 총 2개의 허팝연구소에서 활동하고 있다. 2024년 7월 23일 기준으로 유튜브 채널 구독자 수는 426만 명이다.

## 방송
- 2022년 《MBC TV》 《생방송 행복드림 로또 6/45》- 게스트 1011회